# Народный дом
Народный дом — в дореволюционной России общедоступное культурно-просветительское учреждение. Большинство народных домов до 1914 г. были государственными (например, земские и муниципальные дома попечительства о народной трезвости), однако встречались и негосударственные народные дома, построенные и финансируемые частными благотворителями. Создавались начиная с конца 1880-x годов, особенно широко — после Революции 1905 года. Аналог народных домов в Советское время — дома культуры, дворцы культуры и клубы предприятий.

## История
Существует мнение, что непосредственными предшественниками народных домов в России были народные дома Англии. В 1887 году в Англии возник новый тип народных домов — многофункциональных учреждений, предоставлявших вечернее образование для взрослых и внешкольное — для детей. В Санкт-Петербурге первый народный дом открылся в 1883 году. В конце декабря 1900 года в петербургском Александровском парке был открыт Народный дом с драматическим театром на 1250 мест и помещением для народных гуляний.
Народные дома России XIX — начала XX века старались объединить все формы образовательной и досуговой деятельности. Организуя культурный досуг населения, они ставили перед собой задачу развивать внешкольное образование, бороться с неграмотностью, вести лекционную работу.
В них размещались библиотека с читальней, театрально-лекционный зал со сценической площадкой, воскресная школа, вечерние классы для взрослых, хор, чайная, книготорговая лавка. При некоторых народных домах устраивались музеи, где сосредотачивались различного типа наглядные пособия, используемые при чтении лекций в процессе систематических занятий, передвижные и постоянно действующие выставки.
Проектированием народных домов занимались Ф. О. Шехтель, И. А. Иванов-Шиц, П. П. Рудавский и др. видные архитекторы. В 1910—1914 годах А. У. Зеленко и И. П. Кондаков совместно выполнили серию проектов типовых народных домов (не реализованы). Крупнейшим народным домом вне Петербурга был Аксаковский народный дом в Уфе, начатый постройкой в 1909 году, с залом на 600 мест, впоследствии расширенным.
В 1905—1917 строительство народных домов получило официальную поддержку как минимум муниципальных, городских властей — в надежде связать революционную активность населения, занять делом рабочую молодёжь и противодействовать массовому пьянству (соучредителями народных домов часто выступают общества трезвости). В январе 1915 Московская городская дума постановила открыть к 1 сентября 1915 двенадцать народных домов и открывать ежегодно по три новых (до 1919 включительно). Однако до октября 1917 были открыты только два учреждения. В Москве народные дома так и не стали крупными просветительскими центрами, не смогли привлечь большое число посетителей, несмотря на низкие расценки и бесплатные программы.

### Советский период

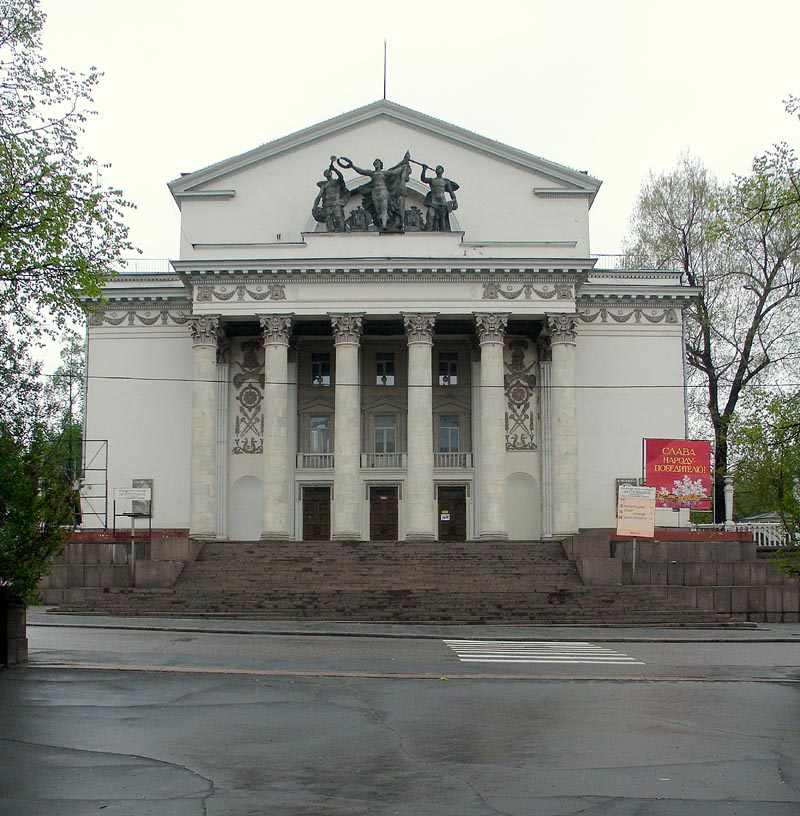
ТКЗ «Дворец на Яузе»

После революции 1917 народные дома сохранили свои функции под контролем новой власти — став рабочими клубами. Скромные размеры старых народных домов не отвечали потребностям индустриализованных городов; так, в послевоенные годы бывший Введенский народный дом в Москве был перестроен до неузнаваемости в стиле позднего сталинского ампира (сейчас в здании — ТКЗ «Дворец на Яузе»).
В первые годы после революции нарком просвещения А. В. Луначарский связывал большие планы с народными домами:
Внешкольная работа может, конечно, идти через кружки самообразования, через клубы рабоче-крестьянские, курсы всякого рода, через библиотеки, через театры, но все это собирается, все это приобретает целостный, органический характер в понятии «народного дома». Понятие народного дома даже шире понятия органа внешкольного образования. Народный дом нужно представлять себе не только как центр культурно-просветительный, но одновременно как центр политической, профессиональной и кооперативной жизни.
Но впоследствии название Народный дом в официальной речи использовалось редко. В 1937 арх. А. О. Таманян проектирует Ереванский Народный Дом. Проект был удостоен гран-при на парижской выставке 1937 года и реализован как Театр оперы и балета Армянской ССР.

## Известные народные дома в России
- Санкт-Петербург:

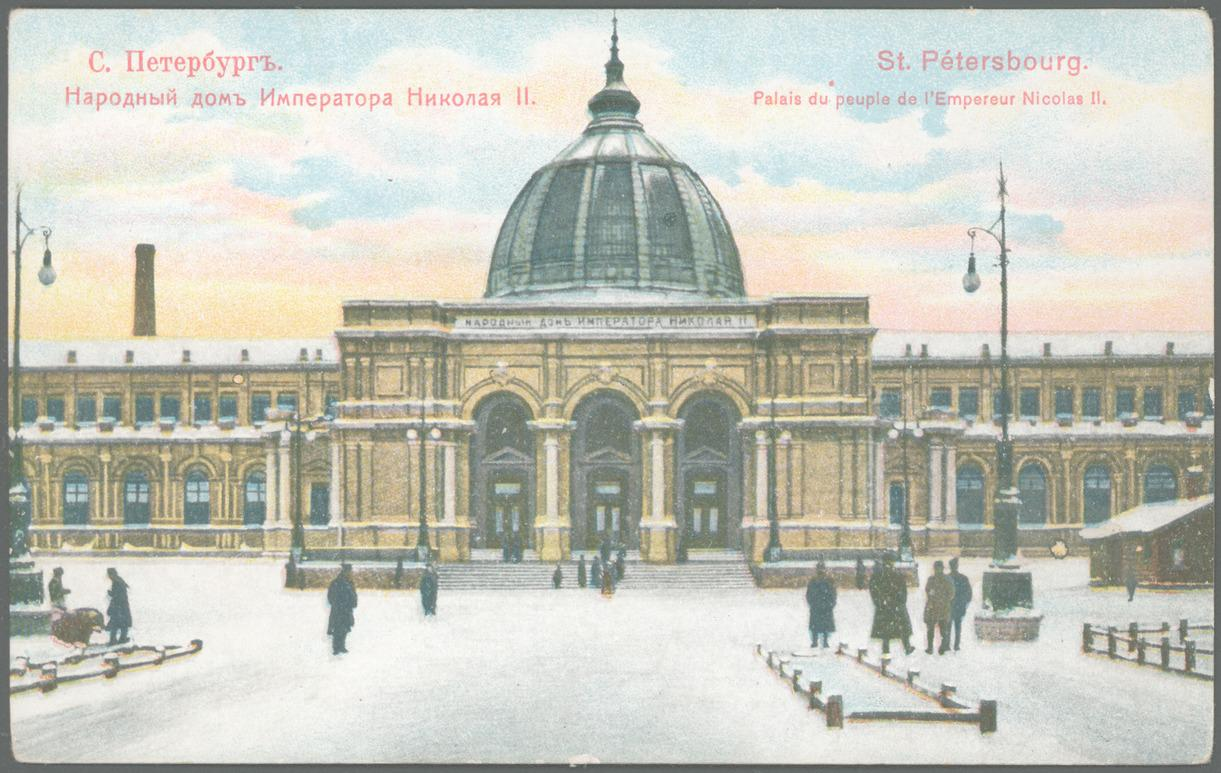
Народный дом Николая II в Санкт-Петербурге.

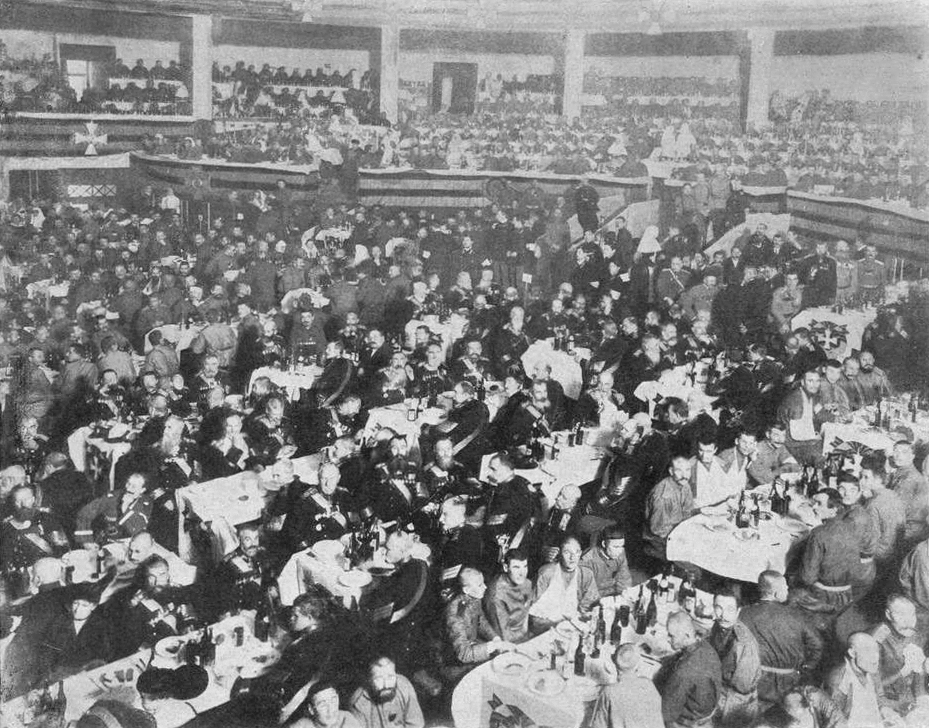
Обед георгиевских кавалеров в народном доме Николая II.

  - Народный дом Николая II (1900, в основе здания — конструкции арх. А. Н. Померанцева, перестроен)
    - Опера Народного дома (1912, арх. Г. И. Люцедарский). C 1950-x гг — Ленинградский мюзик-холл

  - Народный дом-читальня им. Нобеля на Лесном проспекте (1901, арх. Р. Ф. Мельцер)
  - Лиговский народный дом им. С. В. Паниной (1903) — ДК железнодорожников
- Москва:
  - Введенский народный дом (1903—1904, арх. И. А. Иванов-Шиц, полностью перестроен в конце 1940-х гг.) — единственный муниципальный народный дом. Кроме него, в 1914 существовало 11 независимых народных домов.
- Уфа:
  - Аксаковский народный дом (1909—1914, арх. П. П. Рудавский, достроен в 1928—1935). В здании располагается Башкирский государственный театр оперы и балета.  (недоступная ссылка)
- Челябинск:
  - Челябинский народный дом (1903). В здании располагается Челябинский государственный молодёжный театр.
- Барнаул
  - Барнаульский народный дом — ныне в здании расположена краевая филармония.
- Бийск
  - Бийский народный дом — сегодня располагается Драматический театр.
- Воронеж
  - Народный дом — разрушен во время Второй мировой войны.
- Козьмодемьянск
  - 1918 год
- Оренбург — на его месте располагается Театр музыкальной комедии.
  - Оренбургский народный дом 1899—1960
- Владивосток
  - Народный дом им. А.С. Пушкина
- Уссурийск (1908) — ныне Театр драмы имени В. Ф. Комиссаржевской
- Южа
  - Южский народный дом (1910) — ныне районный дом культуры.

## Украина
- Киев:
  - Лукьяновский народный дом (1902). После 1917 — клуб трамвайщиков
  - Троицкий народный дом (1902). С 1934 года — театр оперетты
- Львов: Народный дом — одна из галицко-русских (в какой-то период украинских) организаций.

Первый Народный Дом во Львове был сооружен в 1851-54 гг. Он имел название «Руський Народный Дом». Всего в Галиции до Первой мировой войны было построено более 500 Народных Домов. До настоящего времени сохранились Коломыйский, Стрыйский, Яворовский, Перемышльский (теперь территория Польши), Борщевский и некоторые другие Народные Дома. Во Львовском Народном Доме, построенном на руинах монастыря тринитариев (в 1848 году австрийский император Франц-Иосиф передал разрушенный бомбёжками монастырь под строительство русской церкви), находятся воинские учреждения.

## Казахстан
- Костанай
  - В Народном доме (1886) с 2008 года работает Управление культуры акимата Костанайской области[5]
- Усть-Каменогорск
  - В бывшем здании Народного дома сегодня работает Восточно-Казахстанский областной театр драмы имени Жамбыла

## Народные дома в Скандинавии

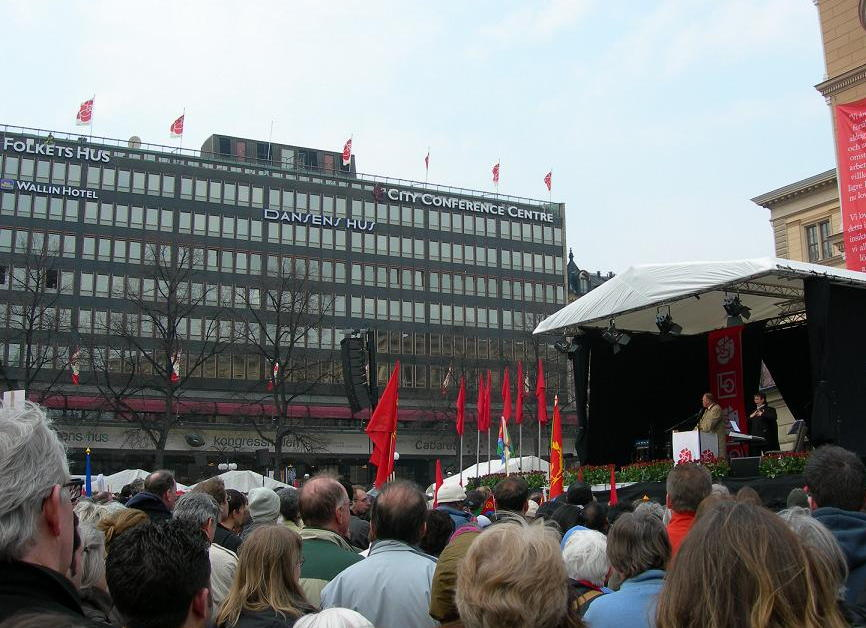
Народный дом в Стокгольме.

Широкое распространение получили народные дома (швед. Folkets hus) в скандинавских странах (Швеции, Дании и Норвегии), где народные дома есть во многих городах.

## Народные дома в Италии
Название «Народный дом» (итал. Casa del Popolo) появилось также в Италии в сентябре 1893 года во время второго конгресса социалистов в городе Реджо-нель-Эмилия, в связи с учреждением нового общественного здания для кооператива в Массенцатико (городке неподалёку от Реджо). На становление этого понятия в Италии оказал влияние и соответствующий опыт соседних стран (см. ниже).

Итальянские Каза дель Пополо того времени отвечали потребностям развития народных кооперативов для совместной работы и потребления, как и всему комплексу задач, служащему культурным, благотворительным, и досугово-развлекательным нуждам вкупе с механизмами взаимопомощи.
Новое дыхание и звучание это движение получило во второй половине XX века, попав под протекторат Итальянской Коммунистической партии (и отчасти других левых сил). С этого времени итальянские «Каза дель Пополо» воспринимаются как коммунистическая разновидность многостороннего общеевропейского явления, за которым закрепилось название «Общественный центр». Для коммунистического и социалистического движения Италии, — Народный дом символизирует координационный центр одновременно как для политического сплочения, так и создания модели будущего общества, низовой ячейки-ядра для социализма, которые могли бы шаг за шагом расширяться и нарастать вплоть до включения в себя местного управления, экономической жизни и гражданского общества целиком.

В этом смысле, «Каза дель Пополо» (в современной «левой» трактовке) олицетворяет надежду не только на построение «нового общества», но и формирование нового «социалистического» человека.

## Народные дома в других странах Европы
В Болгарии самые распространённые подобные, но с национальной спецификой общественные клубные учреждения — Читалиште, известны с 1856 года.
Схожие — и в то же время национально-своеобразные разновидности народных домов известны также в опыте множества других европейских стран, как, например, Maison du peuple во Франции, Бельгии и Швейцарии (первый швейцарский народный дом итальянского типа также основан в 1899 году в городе St. Gallen), или Volkhaus в Германии, Volkshuis в Голландии и т. п.
Самые известные примеры: Maison du Peuple в Брюсселе (называемый также по-фламандски — Volkshuis Brussel), Maison du Peuple в Нанси, Maison du Peuple в Клиши.